# سكوت مويرهيد
سكوت مويرهيد (بالإنجليزية: Scott Muirhead)‏ هو لاعب كرة قدم بريطاني في مركز الدفاع، ولد في 5 أغسطس 1984 في بيزلي في المملكة المتحدة. لعب مع دونفرملين أثلتيك ونادي أبردين.

## وصلات خارجية
- سكوت مويرهيد على موقع قاعدة بيانات كرة القدم.إي يو (الإنجليزية)
- سكوت مويرهيد على موقع Soccerbase.com (لاعب) (الإنجليزية)